# آی‌ان‌اس تارکاش (اف۵۰)
آی‌ان‌اس تارکاش (اف۵۰) (به انگلیسی: INS Tarkash (F50)) یک کشتی است. این کشتی در سال ۲۰۱۰ ساخته شد.